# Метрическое стихосложение
Метри́ческое стихосложе́ние, также квантитати́вное стихосложе́ние, сокращённо ме́трика (от др.-греч. μέτρον — длина, протяжение, размер, лат. quantitas — количество) — система стихосложения, при которой в стихе фиксируется только количество просодического времени.

## Краткая характеристика
В силлабическом стихе фиксируется число слогов, в тоническом — число ударений, в силлабо-метрическом — число слогов и их позиции по долготе/краткости, в силлабо-тоническом — число слогов и количество ударных позиций. В метрическом стихосложении фиксируется только совокупная просодическая длина стиха, независимо от его слогового состава. Такая система может существовать только в языках, где присутствует оппозиция долгих и кратких слогов, а ударение является «мелодическим» (то есть звуковысотным). Таким образом, в отличие от динамического (то есть силового, акцентного) ударения, в метрическом стихе (например, на древнегреческом, латинском, фарси) мелодическое ударение не является ритмообразующим фактором. Наибольшее развитие метрика получила в классическом (античном) и в арабском стихосложении.

## Античная метрика
Метрический стих развился из архаичного силлабического, который имел квантитативное окончание; то есть последние позиции в этом стихе заполнялись упорядоченно. При женском окончании предпоследний слог был обязательно долгим, последний — произвольным; при этом обязательно долгому предпоследнему контрастно предшествовал краткий: U—X. При мужском окончании предпоследний слог был обязательно кратким, последний — произвольным, при этом обязательно краткому предпоследнему контрастно предшествовал долгий, которому, по возможности, контрастно предшествовал ещё краткий: (U)—UX. Таким образом последние три-четыре слога получали устойчивую квантитативную конфигурацию; такая квантитативная клаузула оказалась ядром, из которого метрический принцип организации стиха в итоге распространился на стих целиком.
Классическое квантитативное стихосложение оформилось в Ионии, на эгейском берегу Малой Азии, между 1000 и 750 годами до н. э. Здесь был введён принцип «долгий слог равняется двум кратким». Как считается, это произошло оттого, что в греческих диалектах этого времени происходило слияние двух смежных кратких гласных в один долгий. Новый принцип обогащал ритмические средства, добавляя два новых варианта заполнения метрических позиций стиха. В период силлабо-метрики, предшествовавший чистой метрике, существовало три варианта заполнения метрических позиций: одновариантный долгий (в схемах —), одновариантный краткий (U), двухвариантный долгий/краткий (X, так называемый анкепс). С оформлением нового принципа возникли следующие варианты: двухвариантный долгий/краткий + краткий (—/UU, так называемый бикепс), трёхвариантный долгий/краткий/краткий + краткий (—/U/UU).

### Стопы
В предшествовавшем силлабо-метрическом стихе сильные (опорные для конструкции ритма) позиции с долгими слогами располагались через неравномерные промежутки, и единицей ритма в таком стихе выступало или полустишие, или собственно стих. В новом метрическом стихе, возникшем из коротких сегментов U—X и (U)—UX, появилась возможность размещения разносложных слов без нарушения ритмической регулярности. Здесь впервые появляется понятие стопы — сочетания сильной и слабой/слабых позиций (арсиса/тесиса), объединённого единым ритмическим ударением и регулярно повторяющимся через весь стих.
В качестве стоп были использованы почти все возможные сочетания долгих и кратких слогов. Объём стопы измерялся единицами длительности, так называемая мора (лат. mora) или хронос [протос] (др.-греч. χρόνος [πρῶτος]). Соответственно, стопы делились на трёхморные (например ямб U—, хорей —U, трибрахий UUU), четырёхморные (например дактиль —UU, анапест UU—, спондей — —, прокелевсматик UUUU и т. д.) пятиморные (например бакхий ——U) и т. д. Трёхморные стопы обычно отсчитывались по двустопным группам, объединённых иктом, ритмическим ударением в стихе — диподиям, или диметрам; четырёхморные — собственно по стопам, метрам. Поэтому напр. дактилический гекзаметр состоит из шести метров, шести иктов и фактически шести стоп, но трохеический тетраметр — из четырёх диметров, четырёх иктов и фактически восьми стоп.
Многие греческие теоретики считали, что стопа может заменяться любой другой, равной ей по числу мор, однако в некоторых случаях этот принцип оказывался неприменим. Например, в дактилическом гекзаметре каждая стопа могла быть или только дактилем (—UU) или только спондеем (— —), но никак не анапестом (UU—), так как по природе ударения краткий слог не может быть ударным, два первых слога из сильной позиции превращаются в слабую, и ритм стиха в таком случае нарушается.
При перемене темпа произнесения друг друга могут заменять даже неравнодольные стопы: так, в ямбическом триметре ямб (U—) может заменяться ускоренным спондеем (— —) и даже анапестом (UU—). Все это создает чрезвычайное богатство метрических вариаций в пределах постоянного «такта» — стопы. Метрическое разнообразие стиха усиливается использованием передвижной цезуры — словораздела, который рассекает одну из средних стоп и делит стих на два полустишия — как правило, одно с нисходящим ритмом (—UU…), другое с восходящим (UU—…).

### Размеры
В классической квантитативной метрике существовало пять основных размеров, три главных и два второстепенных, употреблявшихся только в сопровождении главных. Главные размеры — дактилический гекзаметр (6-мерный), трохеический тетраметр (4-мерный), ямбический триметр (3-мерный). Второстепенные — дактилический пентаметр (5-мерный, или пентемимер, «состоящий из двух с половиной частей») при дактилическом гекзаметре, ямбический диметр (2-мерный) при ямбическом триметре.
Древнейшим из ионийских квантитативных размеров был, очевидно, дактилический гекзаметр, размер «Илиады» и «Одиссеи» (XI—VIII вв. до н. э.). В античной поэзии гекзаметр остается размером большого эпоса, из которого нисходит в «средние» жанры — буколику (Феокрит), сатиру и послания (Гораций). В латинскую поэзию гекзаметр перешёл в начале II века до н. э., у Энния, вытеснив из неё сатурнийский стих.
Второй важнейший размер ионийской квантитативной метрики — ямбический триметр. Его изобретателем (или первым классиком) считается Архилох; у него и его последователей ямбический триметр — размер речитативно-говорных лирических стихотворений, часто сатирических. Из лирики ямбической триметр перешёл в драму — трагедию и комедию, как размер диалогических частей. Из греческой поэзии в латинскую размер перешёл раньше гекзаметра, в конце III века до н. э., с первыми переводами греческих трагедий и комедий.
Третий важнейший размер ионийской квантитативной метрики — трохеический тетраметр. Он возник вместе с ямбическим триметром в лирике VII века до н. э., перешёл вместе с ним в трагедию и комедию, где употреблялся для выделения повышенно динамичных сцен на нейтральном фоне ямба (чаще в комедии). Из греческой поэзии в латинскую размер перешёл раньше и гекзаметра, и триметра — очевидно, ещё в период долитературных контактов греческой и италийской культур. Например у римлян наряду с сатурнийским стихом существовал размер насмешливых народных песен, так называемый «квадратный стих»:
Gāllos Cāesar īn triūmphum ¦¦ dūcit, īd[em] in cūriām:
Gālli brācas dēpos[u]ērunt, ¦¦ lātum clāvum sūmpserūnt.
Га́ллов Це́зарь ве́л в триу́мфе, ¦¦ га́ллов Це́зарь вве́л в сена́т:
Сня́в штаны́, они́ наде́ли ¦¦ то́гу с пу́рпурно́й каймо́й.
Второстепенные размеры — дактилический пентаметр и ямбический диметр. Эти размеры использовались только в чересстрочном сочетании; пентаметр с гекзаметром, диметр — с ямбическим триметром; таким образом, ионийская квантитативная строфика была только двустрочной. Такие двустрочные системы, длинный стих + короткий, назывались «эподы»; длинная строка воспринималась как запев, короткая — как припев-развязка. Наибольшее распространение получили элегический дистих (дактилический гекзаметр + дактилический пентаметр) и ямбический эпод (ямбический триметр + ямбический диметр).

### Долготы, ударения и цезуры
По современным представлениям, ударения в словах ритмообразующей роли в метрике не играли. Так как ударные слоги могут быть только долгими, а неударные и краткими и долгими (что исходит из природы самого ударения), ритм метрического стиха (как и силлабо-метрического) определялся собственным шаблоном стиха (расположением иктов, ритмических ударений). При этом долгие ударные слоги слов часто могли располагаться в метрически-неударных позициях, сокращаться и таким образом игнорироваться; а краткие неударные слоги — в метрически-ударных, растягиваться.
На подобное произвольное отношение к расположению слогов в стихе морфонологическая структура например латинского языка налагает только один запрет — некоторые краткие слоги никогда не могут «растягиваться» и обязательно должны находиться в «своих» кратких позициях (явление, обратное обязательности соответствия ударного слога в слове ударной позиции в стихе в силлабо-тоническом стихосложении). Отсюда метрическая поэзия отличается свойствами, которые не носителю квантитативного языка понять сложно.
В отличие от эолийских силлабо-метрических размеров, использовавшихся в малых лирических формах, ионийские метрические — размеры для больших стихотворных форм; гекзаметр для эпических, трохеический тетраметр и ямбический триметр — драматических. Также, если эолийские размеры были песенными, ионийские — речитативные, в драме приближавшиеся к собственно разговору. Также, если эолийские стихи были короткие, ионийские — длинные, и соответственно нуждались в цезуре.
Так как ионийский стих слагался из единообразных стоп, при постановке цезуры в таком стихе возникала опасность разделения его на два тождественных полустишия; то есть, на слух одна строка стала бы восприниматься как две. Отсюда возникло два правила постановки цезуры в равностопном стихе: 1) цезура должна располагаться так, что если первое полустишие начинается с арсиса (сильного места), второе должно начинаться с тесиса (со слабого), и наоборот; 2) если словораздел на предцезурной позиции мог показаться окончанием стиха сам по себе, на цезуру налагался запрет. Для равностопного стиха это значит, что цезура должна рассекать собственно стопу.
В древнегреческом языке, если последний слог слова долгий, ударение может падать на последний или на предпоследний слог; если последний слог краткий — на последний, предпоследний или пред-предпоследний. В латинском, если предпоследний слог слова долгий, ударение падает на него, если краткий — на пред-предпоследний. Отсюда в стихе перед словоразделами на цезуре или в конце стиха положение динамических ударений было несвободным и зависело от конфигурации долгот и краткостей. Например, в латинском гекзаметре
—́UU | —́UU | —́ ¦¦ UU | —́UU | —́UU | —́X
в конце стиха сильное долгое место приходится на предпоследний слог и поэтому всегда совпадает с ударением слова; в конце первого полустишия — на последний, и поэтому никогда не может совпасть с ударением последнего предцезурного слова. Отсюда римские поэты выбирали для стиха такие расположения словоразделов, которые подчеркивали бы совпадения словных ударений с метрическими в конце стиха и несовпадения их в конце предцезурного полустишия, например Ovid. Metam. I, 89:
—́UU | —́UU | —́ ¦¦ — | —́— | —́UU | —́X
Áurea príma satá [e]st ¦¦ aetás quae víndice núllo
Где в словах sata и aetas собственное ударение падает на первый слог, в то время как икт в стихе падает на второй. В этом заключается принципиальное отличие цезуры в квантитативном стихосложении от цезур в прочих; например в русском или немецком силлабо-тоническом стихе цезура, как правило, проходит между стопами (например А. С. Пушкин, «Борис Годунов»: Ещё одно, ¦¦ последнее сказанье…). Согласно античному стиховедению, такой случай является не собственно цезурой, а диерезой.

## Влияние античной метрики
С разрушением оппозиции кратких/долгих слогов в греческом и латинском языках античная метрика сменилась (в романском мире — латинская, в Византии — греческая) силлабической и тонической. В XVI—XVII веках на волне Возрождения некоторые европейские поэты пытались воскресить метрическую систему на материале новых языков (английского, французского, немецкого) учитывая фиктивные «долготы» и дифтонги. В церковнославянском языке известны эксперименты белорусского грамматиста Мелетия Смотрицкого; орфографические ять, иже считались у него «долгими» гласными, а е, i — «краткими». Несмотря на весь авторитет античности, такие попытки последствий не имели.
Тяжелыя - и ѣ ѡ ы я. Легкія - е о. Общія - а і у ю ѵ.

Сарматски новорастныя музы стопу перву
Тщащуюся Парнасъ въ ѡбитель вѣчну заяти,
Христе Царю прийми, и благоволивъ Тебе съ Отцемъ
И Духомъ Святым пѣти учи Россійскій
Родъ нашъ мистыми мѣры Славенски ѵмны
В XX веке известны попытки создания квантитативных стихов на так называемом заумном языке (А. Туфанов).
Терминология метрического стихосложения была перенесена на зародившееся в позднем Средневековье и раннем Новом времени силлабо-тоническое стихосложение. Так, были заимствованы названия стихотворных размеров: ямб в силлабо-тонике — безударный слог плюс ударный (точнее, сильное место с допустимым фонологическим ударением плюс слабое место с недопустимым), дактиль — ударный плюс два безударных и т. п.; сохранилось понятие логаэда.
До середины XX века заимствование терминологии было шире: так например говорили, что при пропуске схемных ударений «стопа ямба замещается стопой пиррихия», «стопа дактиля — стопой трибрахия»; сегодня такие формулировки в стиховедении устарели.
При переводе античных стихов «размером подлинника» и стилизации их метра в оригинальном творчестве на новых языках, стопы метрических размеров обычно моделируются таким образом, чтобы долгим слогам в метрике соответствовали ударные в силлабо-тонике. Так как в силлабо-тонике ударения на смежных слогах одного слова недопустимы, античные стопы с двумя (и более) долгими слогами подряд, но с единым ритмическим ударением на стопу (например спондей —́—, амфимакр —́U—, восходящий ионик UU—́—), как правило, не моделируются, а замещаются простыми системами. Например, спондей в дактилическом гекзаметре передается трохеем (например Vergil., Aen. I 1):
—́UU | —́UU | —́ ¦¦ — | —́— | —́UU | —́—
Ārma virūmque canō, ¦¦ Trōiāie quī prīmus ab ōrīs
ÚUU | ÚUU | Ú || U | ÚU | ÚUU | ÚU
Бра́нь и геро́я пою́, ¦¦ кто пе́рвый с бе́рега Тро́и
восходящий ионик UU—́— передается трохеическим диметром с иктом на втором трохее: ÚU ¦ Ú́U (например Horat., Carm. III XII, 10):
UU—́— | UU—́— | UU—́— | UU—́—
catus īdēm per apērtūm fugiēntīs agitātō
ÚU ¦ Ú́U | ÚU ¦ Ú́U | ÚU ¦ Ú́U | ÚU ¦ Ú́U
и в летя́щих на просто́ре стадом бе́шеным оле́ней
В то же время существуют попытки теоретической и практической разработки «спондеических» силлабо-тонических размеров с активным привлечением односложных слов (Д. А. Андреев).

## Стопы античной метрики
Наиболее употребительные стопы (по количеству слогов):
Двусложные:
```
U U 
пиррихий
 (дибрахий)
— U 
хорей
 (трохей)
U — 
ямб

— — 
спондей
```

Трёхсложные:
```
U U U 
трибрахий

U — U 
амфибрахий

U U — 
анапест
 (палимбакхий, антидактиль)
— U U 
дактиль

— U — 
амфимакр
 (кретик)
— — U 
антибакхий
 (антанапест)
U — — 
бакхий

— — — 
молосс
 (тримакр, экстенсипес)
```

Четырёхсложные:
```
U U U U 
прокелевсматик
 (
дипиррихий
)
— U U U 
пеон первый

U — U U 
пеон второй

U U — U 
пеон третий

U U U — 
пеон четвёртый

— U U — 
хориямб

U U — — 
ионик восходящий

— — U U 
ионик нисходящий

U — — U 
антиспаст
 (
ямбхорей
)
U — — — 
эпитрит первый

— U — — 
эпитрит второй

— — U — 
эпитрит третий

— — — U 
эпитрит четвёртый

— — — — 
диспондей
```

Пятисложные:
```
— U U U U 
промакр

U — U U U 
парапик

U U — U U 
месомакр

U U U — U 
пиррихотрохей

U U U U — 
пиррихиямб

U U — — U 
антамебей

U U U — — 
дасий

U — U U — 
киприй

— — U U — 
амебей

U — — U — 
дохмий

— — — U U 
моллоссопиррихий

U — U — — 
париамбод

U — — — — 
пробрахий

— — U — — 
месобрахий

— — — U — 
моллоссиямб

— — — — — 
молоссоспондей
```

## Арабская метрика
Аруз (или аруд), система стихосложения, возникшая в арабской поэзии и распространившаяся в ряде стран Ближнего и Среднего Востока. Теория аруза впервые была разработана в трудах арабского филолога Халиля ибн Ахмада аль-Фарахиди. По своему количеству слоги в арузе распределяются на две группы — краткие (открытый слог с кратким гласным, U) и долгие (открытый слог с долгим гласным или закрытый слог с кратким гласным, —). Комбинация долгих и кратких слогов образует стопу — ритмообразующий элемент стиха. Насчитывают до 8 основных стоп:
```
U — —      فعولن    [faʿūlun]
— U —      فاعلن    [fāʿilun]
U — — —    مفاعيلن  [mafāʿīlun]
— U — —    فاعلاتن   [fāʿilātun]
— — U —    مستفعلن  [mustafʿilun]
— — — U    مفعولات   [mafʿūlātu]
U — U U —  مفاعلتن  [mufāʿalatun]
U U — U —  متفاعلن  [mutafāʿilun]
```

Различные сочетания этих стоп создают 16 основных метров:
```
U — — | U — — — | U — — | U — — —        тавиль
— — U — | — U — | — — U — | — U —        басит
— U — — | — U — | — U — —                мадид
```

```
U — U U — | U — U U — | U — —            вафир
U U — U — | U U — U — | U U — U —        камиль
```

```
U — — — | U — — — | U — — — | U — — —    хазадж
— U — — | — U — — | — U — — | — U — —    рамаль 
— — U — | — — U — | — — U — | — — U —    раджаз
```

```
— — U — | — — U — | — — — U              сари
— — U — | — — — U | — — U —              мунсарих
— U — — | — — U — | — U — —              хафиф
U — — — | — U — —                        мудари
— — — U | — — U —                        муктадаб
— — U — | — U — —                        муджтасс
```

```
U — — | U — — | U — — | U — —            мутакариб
— U — | — U — | — U — | — U —            мутадарик
```

Однако стопы могут подвергаться метрическим изменениям (так называемые зихафы), которые сводятся преимущественно к тому, что некоторые слоги могут иметь произвольную длину (X). С учётом данного обстоятельства общая схема, например, метра тавиль может быть приблизительно записана следующим образом: 
```
U — X | U — X X | U — X | U — X X
```

В размерах вафир и камиль имеют место также зихафы другого рода, состоящие в замене двух последовательных кратких слогов одним долгим (U U): 
```
U — 
U U
 — | U — 
U U
 — | U — —            вафир

U U
 — U — | 
U U
 — U — | 
U U
 — U —        камиль
```

Допускаются и некоторые другие метрические изменения, связанные с выпадением определенных слогов и др.
Данная система в основном соответствует классическому арабскому варианту аруза. Наряду с ним сложились также персидский, тюркский и др. варианты аруза (несмотря на то, что, например, в тюркских языках гласные не различаются по долготе). Эти варианты аруза существенно отличаются от арабского и требуют дополнительного рассмотрения.
Первым произведением в тюркоязычной поэзии, написанным арузом, считается поэма Юсуфа Хасс Хаджиба Баласагуни «Кутадгу билиг» («Знание, дарующее счастье», XI в.). Аруз оставался в арабской, персидской и в ряде тюркских литератур основной системой стихосложения вплоть до XX века, когда были сделаны попытки введения других типов стихосложения (вольный стих, силлабо-тонический и др.).